# 卡普羅尼 Ca.90
卡普羅尼Ca.90（義大利語：Caproni Ca.90）是由義大利飛機製造商卡普羅尼生產的轟炸機，在1929年首飛。

## 概要
此飛機在外觀上裝設三對各一前一後、總共六具的飛行引擎。其中兩對安裝在下方飛行翼、剩下一對則安裝在機身上。
若不將1929年由德國生產出飛行翼寬度達48公尺的多尼爾Do X水上用飛行艇算在內、在圖波列夫公司於1934年推出的圖波列夫ANT-20之前，卡普羅尼Ca.90是世上外型最巨大的平地陸上飛機及轟炸機。另卡普羅尼Ca.90至今只有被量產過單獨一架。

## 規格

卡普羅尼Ca.90的側邊、上方、正面圖示

### 架構
- 全長：26.95（88.4英尺）
- 上飛行翼寬度：34.9（115英尺）
- 下飛行翼寬度：46.6（153英尺）
- 飛行翼面積：496.6平方（5,345平方英尺）
- 機高：10.8（35英尺）
- 無載重量：15,000（33,000磅）
- 最大起飛重量：30,000（66,000磅）
- 引擎：6具1000馬力Isotta-Fraschini Asso 1000 W-18水冷式引擎

### 效能
- 最快速度：每小時205（127英里）
- 航距：1,290（800英里）
- 續航力：7小時
- 爬升高度：4,500（14,800英尺）

### 武裝
- 槍械：禦敵用機槍
- 炸彈：可載裝共8頓重炸彈